# Гетера

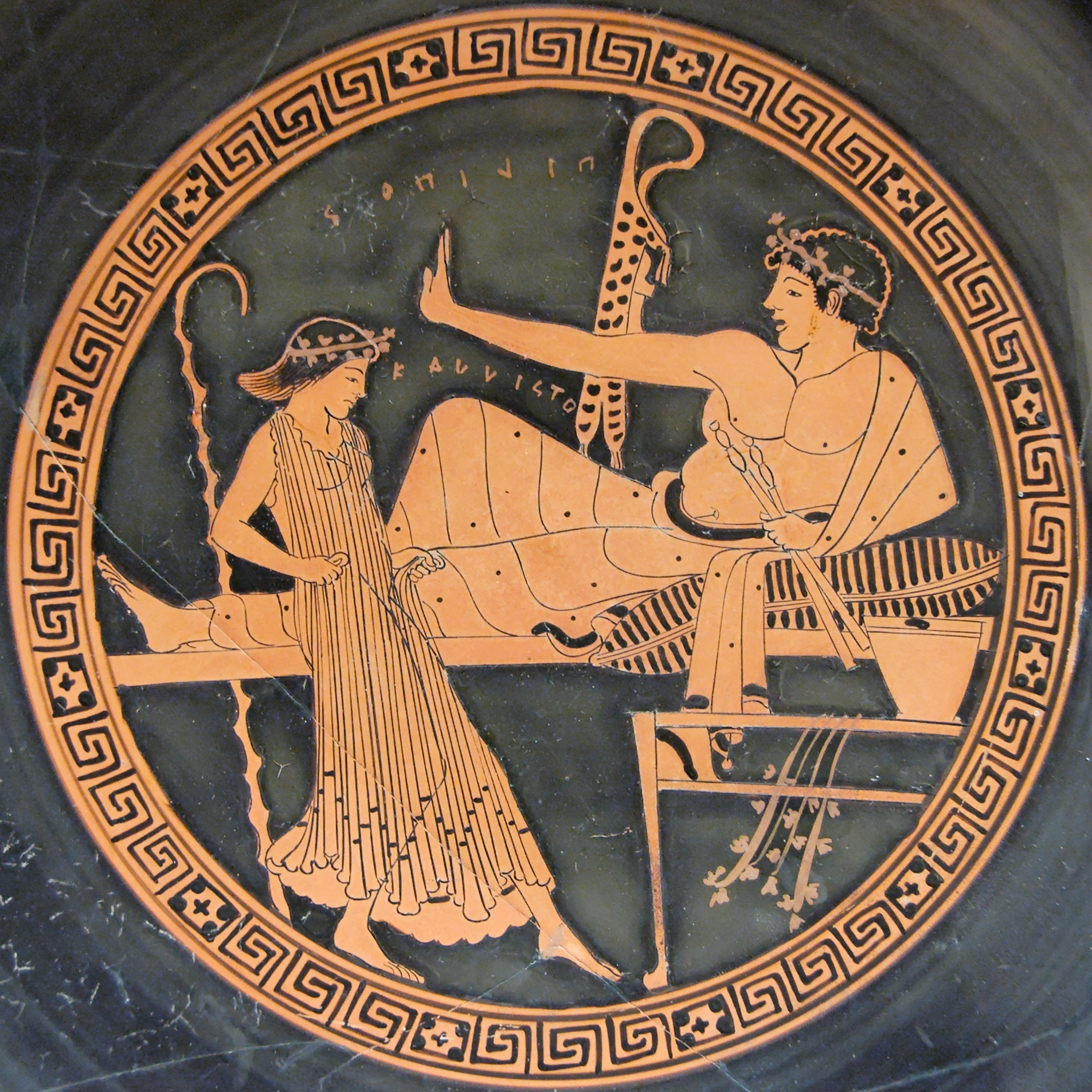
Гетера танцює на сімпосії, тондо червонофігурного кілікса з Вульчі; напис Калос: «Філіппос Каллісто», вазописець Брига

Гетера (дав.-гр. ῾ἑταίρα, «подруга», «супутниця»; лат. hetaera) — тип повій у Стародавній Греції, що додатково виступали співрозмовницями і розрадницями покупця. На відміну від простих гречанок, були високоосвіченими і мали право виступати на симпосії.

## Опис
Уперше термін з'явився у контексті словосполучень hetaires gynaikos («жінка-супутниця»), epaphroditoi hetairai («особливо приваблива супутниця»), orchestridas hetairas («супутниця-артистка»). 
Гетери з'явились у Архаїчний період як ознака статусу багатих та впливових чоловіків на симпозіумах — чоловічих бенкетах, куди не допускали одружених жінок. Вперше гетери у значній кількості з'явилися в Коринфі у зв'язку з культом богині краси Афродити — так звані ієродули (брали участь у культових подіях та займались храмовою проституцією). 

Зазвичай гетерами ставали рабині, чужинки або вільновідпущениці. Зазвичай жили поодинці, а іноді організовувались у групи по 2-3 жінки та платили податки. Гетери не були певним класом. Їхні заняття важко ідентифікувати, оскільки вони залежали від кожного конкретного випадку. Наприклад, гетера могла бути секс-рабинею багатого власника, бути незалежною повією або мати власну групу секс-рабів та керувати ними; могла бути викуплена та звільнена багатим коханцем або ж здобути свободу накопичивши власне багатство. 

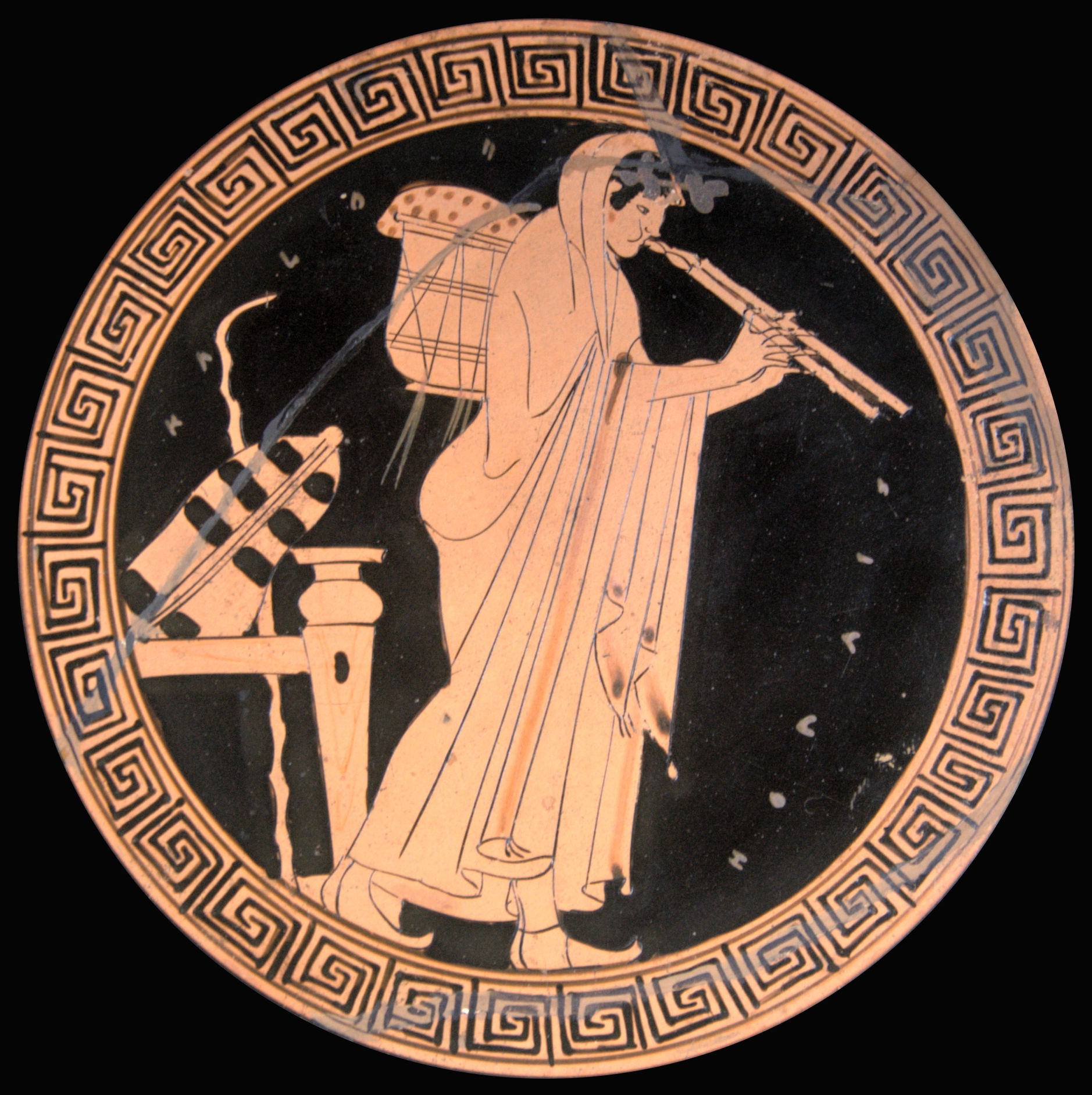
Жінка грає на авлосі. Червонофігурний кілікс, 5 ст. до н. е., Вазописець Брига

Гетерам заборонялося вступати в шлюб. У Афінах гетера у деяких випадках могла поступово перейти зі статусу рабині у статус дружини свого власника. 
З часом гетери стали родом занять як японські гейші, сучасні ескорт-послуг, повії.
Гетери були куртизанками, які, окрім власне проституції, займались розвитком власної освіченості та вивчали мистецтва, через що були цікавими співрозмовницями та компаньйонками у освічених та заможних колах. Гетери розважали бесідою, піснею чи танцем та приваблювали аристократичними манерами. 
Завдяки своїй освіченості, знанню світського та культового етикету гетери збирали довкола себе видатних мужів. Гетера, володіючи винятковою красою та маючи спеціальну підготовку, мала й високу ціну. Деякі гетери досягали такого політичного впливу, що могли відігравати помітну роль у суспільному житті грецьких полісів. Тим не менш, статус гетер був доволі нечітким і небезпечним через нестабільність (наприклад, для афінської жінки було образливим твердження, ніби вона у минулому була гетерою, оскільки у такому випадку це могло поставити під сумнів її статус та статус її дітей як вільних людей). 
Гнучкий статус гетер зробив їхній образ сприятливим як для критичних та цинічних коментарів, так і для романтизацій. Життя гетер описане кількома античними авторами, зокрема Лукіаном у «Розмовах гетер» і Алкіфроном в «Листах гетер».

## Видатні гетери

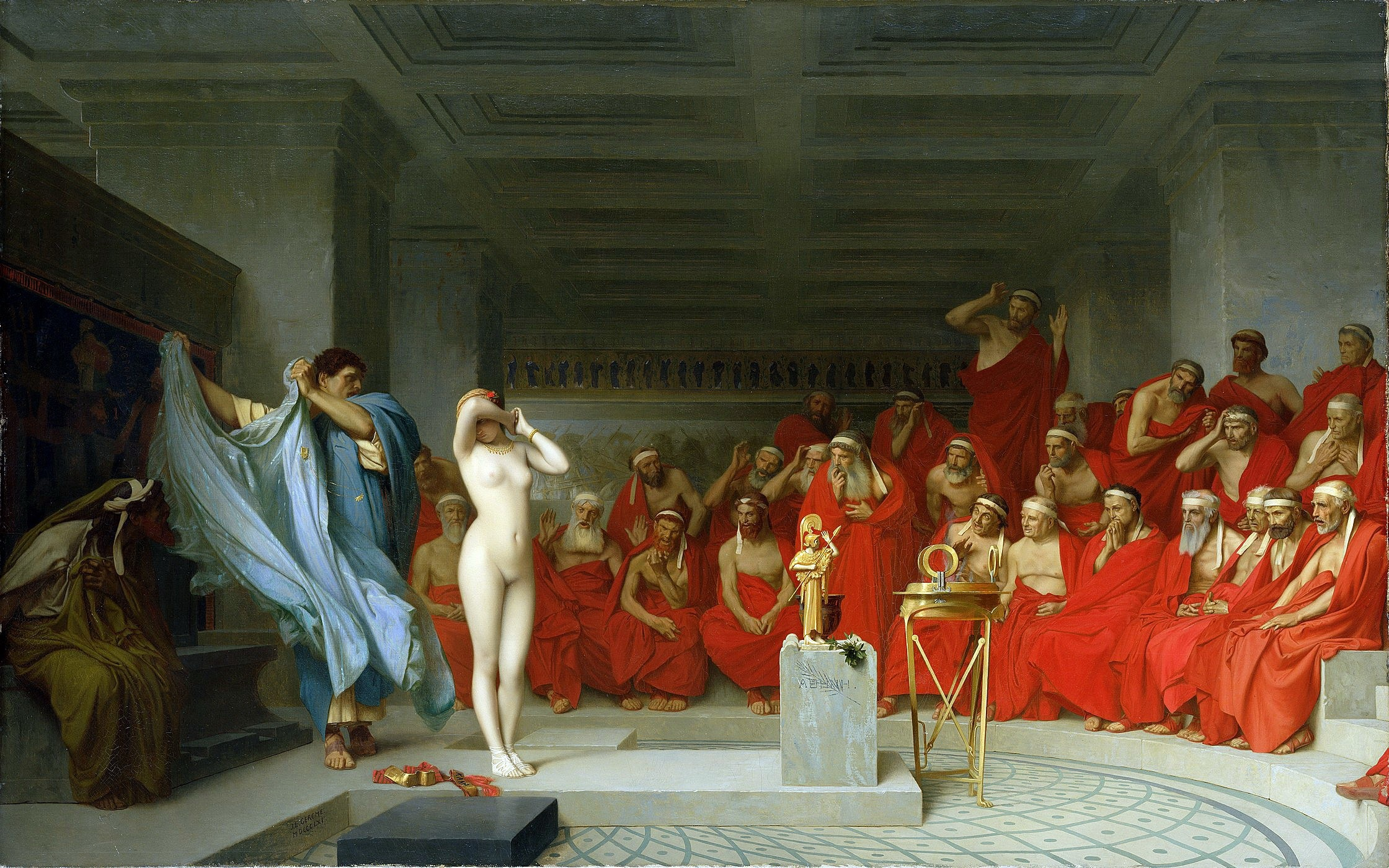
«Гетера Фріна перед ареопагом», Жан-Леон Жером, 1861, Гамбурзька картинна галерея

- Аспасія — дружина Перікла.
- Археанасса — подруга Платона.
- Белістіха — гетера фараона Птолемея II Філадельфа.
- Вакхіс — коханка оратора Гіперіда, відома безкорисливістю і добротою.
- Герпіліс — коханка Аристотеля і мати його сина.
- Глікерія — співмешканка комедіографа Менандра.
- Гнат — коханка поета Дифіла.
- Елефантида — автор посібників еротичного характеру.
- Клеонісса — авторка кількох філософських праць, що не збереглись донині.
- Лагіска — коханка ритора Ісократа та оратора Демосфена.
- Ламія— коханка базилевса Деметрія I Поліоркета.
- Лаїса Коринфська — кохана філософа Арістіппа.
- Лаїса Сицилійська — натурниця художника Апеллеса, вбита в храмі Афродіти.
- Літала — коханка Ламаліона.
- Леена — відома тим, що відкусила собі язика, аби не видати змову Гармодія і Аристогітона, за це їй спорудили статую.
- Мегалострата — муза поета Алкмана.
- Менатеїра — коханка оратора Лісія.
- Мільто — уродженка Фокіди, її називали східною Аспасіяєю.
- Неера — проти неї виступав в суді Демосфен.
- Нікарета — засновниця знаменитої школи гетер в Коринфі.
- Пігарета — коханка філософа Стільпона з Мегари.
- Пітіоніса — відома царськими розкішами, якими її оточив Гарпал, намісник Александра Македонського у Вавилоні.
- Сапфо — поетеса, композиторка і музикантка, закінчила школу гетер, але власне гетерою не була.
- Таїс Афінська — коханка Александра Македонського і дружина діадоха Птолемея І Сотера.
- Таргелія — за свідченнями Плутарха, коханка кількох грецьких полководців.
- Феодетта — коханка полководця Алківіада.
- «Гетера Фріна перед ареопагом», Жан-Леон Жером, 1861, Гамбурзька картинна галереяФріна — натурниця скульптора Праксітеля, прообраз статуї Афродіти Кнідської. За переказом, через те, що Фріна була гетерою, Праксітеля викликали в суд. Проте коли скульптор зірвав з Фріни покривало, і весь ареопаг побачив божественну красу її тіла, звинувачення були зняті.